# 가재울로 (서울)
가재울로는 서울특별시 서대문구 남가좌동에 있는 도로로, 총 연장은 460m이다. 이름이 유래된 것은 가재울이라는 명칭을 인용하였기 때문이다.

## 역사
- 2010년 6월 10일 : 도로명으로 가재울로를 고시

## 주요 경유지
- 서대문구
  - 남가좌2동

## 접촉하는 도로
- 모래내로 (서울특별시도 제113호선)
- 가재울미래로
- 거북골로

## 주요 건물 및 시설
- 성은교회 (가재울로 13/남가좌동 386-5)
- 현대아파트 (가재울로 43/남가좌동 376)
- 남가좌동현대아파트 (가재울로 45/남가좌동 376)
- 청양기업 (가재울로 65/남가좌동 205-7)
- 가재울손세차 (가재울로 66/남가좌동 210)